# Schuyler County, Missouri
Schuyler County är ett administrativt område i delstaten Missouri, USA, med 4 431 invånare. Den administrativa huvudorten (county seat) är Lancaster. 

## Geografi
Enligt United States Census Bureau så har countyt en total area på 798 km². 797 km² av den arean är land och 1 km² är vatten.    

### Angränsande countyn
- Appanoose County, Iowa - nordväst
- Davis County, Iowa - nordost
- Scotland County - öst
- Adair County - söder
- Putnam County - väst